# Иоганн IV Зинтен
Иоганн IV Зинтен (нем. Johannes Walteri von Sinten; скончался в 1397 году) — занимал должность рижского архиепископа с 1374 года после Зигфрида Бломберга, начавшего реформу устава капитула Домского собора. На посту архиепископа Риги находился до 1393 года, после чего стал титулярным (латинским) патриархом Александрии и управляющим города Турне.

## Происхождение; первые должности
Он происходил из богатой семьи, проживавший в городе Зинтен в Пруссии (сегодня — посёлок (бывший город) Корнево в Калининградской области). В Риге в молодые годы занимал должность городского скривера (писаря) в рате, а с 1371 года начал исполнять обязанности нотариуса. Примерно после 1371 года он стал каноником Домского собора, а немного позже (в 1372 году) занял пост приора, скорее всего, в результате протекции, оказанной ему архиепископом Зигфридом Бломбергом. Фактически он был правомочным представителем Бломберга в его отсутствии, и именно ему приходилось выступать против политики Ливонского ордена в архиепархии.

## Противостояние с орденом; вынужденное бегство в Любек
Папа назначал Иоганна преемником Зигфрида Бломберга. Период его правления в Риге был отмечен частыми столкновениями с Ливонским орденом, подчинёнными ему вассалами и связанными с ним экономическими узами рижскими ратманами. Орден предпринял попытку использовать подложные документы для того, чтобы опровергнуть право архиепископа на владение Ригой и её окрестностями. Впервые Ливонский орден пошёл на сознательную фальсификацию, чтобы окончательно решить вопрос о том, кому в Риге должна принадлежать верховная власть. В целом ордену удалось хитростью и подкупами привлечь на свою сторону большую часть вассалов архиепископа Иоганна. Особенно в этом преуспели магистры Вильгельм фон Фриммерсхайм и Робин фон Эльц. Вскоре после давления со стороны орденских представителей и собственных вассалов Иоганн IV бежал в Любек к свои друзьям, домским каноникам, предоставившим ему приют. Неоднократно он и его соратники предпринимали попытки вступить в переговоры с орденскими рыцарями, но все попытки проваливались; даже намерение короля Вацлава помочь архиепископу не нашло поддержки.

## Обращение к папе; победа ордена
В итоге Иоганн, отчаявшись добиться справедливости, обратился напрямую к папе. Бонифаций IX проникся сочувствием к бесправному положению архиепископа и в 1393 году начал новый судебный процесс против нарушений со стороны Ливонского ордена. Тогда магистр Веннемар фон Брюггеноэ предложил папе 11 500 золотых флоринов (Goldgulden) в качестве своеобразной взятки за то, чтобы папа вынес решение, согласно которому следующие архиепископы избирались бы из числа членов ордена. Папа встал на сторону ордена и принял этот закон, чем окончательно потеснил власть архиепископа и ограничил его политические полномочия.

## Смещение; отъезд на новую должность
Фактически решение Бонифация IX привело к тому, что Иоганн IV был смещён с должности на вполне законных основаниях и заменён Иоганном Валленроде, который приходился братом великому магистру Тевтонского ордена Конраду фон Валленроде. Он стал следующим архиепископом Иоганном под порядковым номером V. Иоганн Зинтен отправился на новую должность титулярного патриарха в Александрии.